# Mieïta-(Y)
La mieïta-(Y) és un mineral de la classe dels silicats. Rep el nom de la prefectura de Mie, al Japó, on es troba la localitat tipus. El sufix indica l'element dominant de terres rares, l'itri.

## Característiques
La mieïta-(Y) és un silicat de fórmula química Y₄Ti(SiO₄)₂O[F,(OH)]₆. Va ser aprovada com a espècie vàlida per l'Associació Mineralògica Internacional l'any 2014, sent publicada per primera vegada el 2015. Cristal·litza en el sistema ortoròmbic. La seva duresa a l'escala de Mohs és 6.
L'exemplar que va servir per a determinar l'espècie, el que es coneix com a material tipus, es troba conservat a les col·leccions mineralògiques del Museu Nacional de la Natura i la Ciència de Tòquio (Japó), amb el número d'espècimen: nsm-m43627.

## Formació i jaciments
Va ser descoberta a les pegmatites de Yunoyama-onsen, situades a la ciutat de Komono, dins el districte de Mie (Prefectura de Mie, Japó). Aquest indret és l'únic a tot el planeta on ha estat descrita aquesta espècie mineral.